# Journal of Post Keynesian Economics
Journal of Post Keynesian Economics (JPKE; Журнал посткейнсіанської економіки) — науковий економічний журнал. Видання засноване в 1978 відомими економістами С. Вайнтрауб і П. Девідсоном.
Журнал концентрується на економічних дослідженнях в руслі посткенсіанської економіки і її внесок в історію економічної думки. У кожному номері розміщується 8 статей та замітки редактора.
До редакційної ради журналу входять великі економісти: А. О. Хіршман, У. Айзард, Л. Пазінетті, лорд Р. Скідельські, Л. Туроу.
Періодичність виходу: 4 номери на рік.